# Coelorinchus cingulatus
Coelorinchus cingulatus är en fiskart som beskrevs av Gilbert och Carl Leavitt Hubbs 1920. Coelorinchus cingulatus ingår i släktet Coelorinchus och familjen skolästfiskar. Inga underarter finns listade i Catalogue of Life.